# Бойрен (Трир-Саарбург)
Бойрен (нем. Beuren) — община в Германии, в земле Рейнланд-Пфальц.
Входит в состав района Трир-Саарбург. Подчиняется управлению Хермескайль. Население составляет 936 человек (на 31 декабря 2010 года). Занимает площадь 18,50 км².